# Matt Carroll
Matthew John „Matt“ Carroll (* 28. August 1980 in Horsham, Pennsylvania) ist ein ehemaliger US-amerikanischer Basketballspieler, der in seiner Profikarriere in der NBA und der NBA D-League aktiv war. Sein jüngerer Bruder Pat war ebenfalls Basketballspieler.

## Karriere
Nach vier Collegejahren ließ er sich Carroll für den NBA-Draft 2003 aufstellen, ohne dabei von einem Team gewählt zu werden. Er spielte während der NBA Summer League für die New York Knicks, schaffte es aber nicht in den finalen Kader.

### Portland Trail Blazers
Am 7. November 2003 unterschrieb er schließlich einen Vertrag bei den Portland Trail Blazers, wo er in 13 Spielen durchschnittlich nur einen Punkt pro Spiel erzielte, bis er Anfang Januar 2004 entlassen wurde.

### Roanoke Dazzle
Nach seiner Entlassung unterschrieb er einen neuen Vertrag bei den Roanoke Dazzle in der NBA Development League (D-League). In 11 Spielen erzielte er 15,5 Punkte und 2,8 Rebounds pro Spiel. Daraufhin nahmen ihn die San Antonio Spurs am 8. März 2004 für die restliche Saison 2003/04 unter Vertrag.

### San Antonio Spurs
Bei den Spurs wurde er nur in 3 Spielen eingesetzt, in denen er im Durchschnitt 2 Punkte pro Spiel erzielte. Nach der Saison wurde sein Vertrag nicht verlängert, sodass er sich in der Summer League erneut für einen Vertrag anbot. Er spielte für die Golden State Warriors, ohne es in den Saisonkader zu schaffen. Er ging wieder in die D-League zu den Roanoke Dazzle, wo er die ganze Saison 2004/05 verbrachte.

### Charlotte Bobcats
Am 23. Februar 2005 bekam Carroll schließlich einen Vertrag bei den neu gegründeten Charlotte Bobcats, wo er bis 2009 spielte, ehe er zusammen mit Ryan Hollins für DeSagana Diop zu den Dallas Mavericks transferiert wurde.

### Dallas Mavericks
Bei den Mavs hatte er nur eine Reservistenrolle und erzielte in keiner seiner beiden Saisons in Dallas mehr als 1,8 Punkte pro Spiel.

### Rückkehr nach Charlotte
Am 13. Juli 2010 wurde er zusammen mit Erick Dampier und Eduardo Nájera für Tyson Chandler und Alexis Ajinça zurück zu den Bobcats geschickt. Kurz nach Beginn der Saison 2012/2013 wurde Carroll von den Bobcats zu den New Orleans Hornets transferiert. Dort wurde sein Vertrag einige Tage später aufgelöst und Carroll wurde aus seinem Vertrag entlassen.